# Kronsfenn

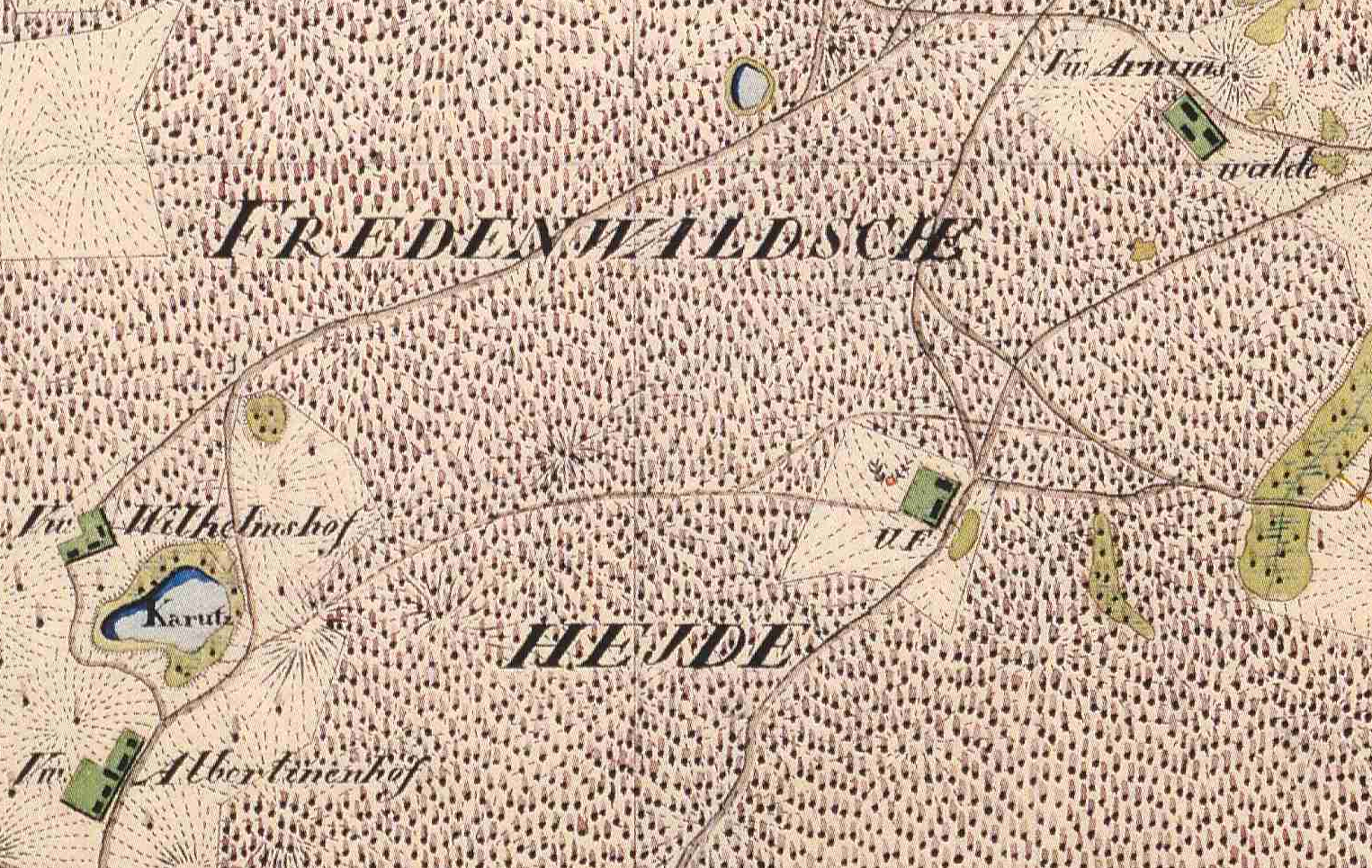
Arnimswalde, Kronsfenn (= U.F.), Albertinenhof (abgeg.), alle Gem. Gerswalde, und Wilhelmshof (abgeg.), Gem. Milmersdorf, Ausschnitt aus dem Urmesstischblatt 2848 Gerswalde von 1826

Kronsfenn, auch Krohnsfenn war ein Forsthaus und Wohnplatz von Groß Fredenwalde, heute ein Gemeindeteil von Gerswalde im Landkreis Uckermark (Brandenburg). Das Forsthaus wurde Anfang des 19. Jahrhunderts aufgebaut und ist bereits auf der TK25 um 1900 nicht mehr vorhanden, vermutlich abgerissen.

## Lage
Krohnsfenn lag ca. einen Kilometer südsüdwestlich von Arnimswalde bzw. rund zwei Kilometer nordwestlich von Alt Temmen. Er lag aber nicht direkt am namengebenden Kronsfenn, sondern etwa 500 Meter westlich davon. Das Kronsfenn ist eine NO-SW-streichende eiszeitliche Schmelzwasserrinne, die von Torflagern von neuzeitlich verlandeten Seen gefüllt ist. In der Topographischen Karte 1:25.000 Nr. 2848 Gerswalde von 1900 ist noch ein kleiner Restsee eingezeichnet. Der Wohnplatz lag auf 80 m ü. NHN.

## Geschichte
Das Kronsfenn ist zwar schon 1765 bei der Teilung des Roten Hofes in Fredenfelde erwähnt, jedoch stand dort damals noch kein Haus. Der Wohnplatz bzw. die Unterförsterei ist erstmals im 1826 gezeichneten Urmesstischblatt 2848 Gerswalde verzeichnet, allerdings ohne namentliche Bezeichnung (nur. U.F.). 1860 ist das Forsthaus als Abbau zu Willmine genannt.
1873 ist es als Leutehaus bezeichnet, was immer das heißen mag. Damals wohnten neun Personen in Kronsfenn. 1885 wird das Haus irrtümlich als Kronsfelde bezeichnet. In den Topographischen Karten 1:25.000 nach 1900 ist das Haus dann nicht mehr verzeichnet, vermutlich abgebrochen worden. 
Das Forsthaus bzw. Leutehaus Kronsfenn gehörte zumindest bis um 1871 zum Gutsbezirk Klein-Fredenwalde. 1874 gehörte Klein-Fredenwalde aber schon zum Gutsbezirk Willmine, der 1928 mit dem Gemeindebezirk zur Landgemeinde Groß Fredenwalde zusammengeschlossen wurde. Kronsfenn wurde noch 1950 als Wohnplatz von Groß Fredenwalde aufgeführt, obwohl dort nach der Topographischen Karte 1:25.000 kein Haus mehr stand.